# Adolf Höschle
Adolf Höschle (Stoccarda, 20 luglio 1899 – 14 dicembre 1969) è stato un calciatore tedesco, di ruolo difensore.